# Dominique Deruddere

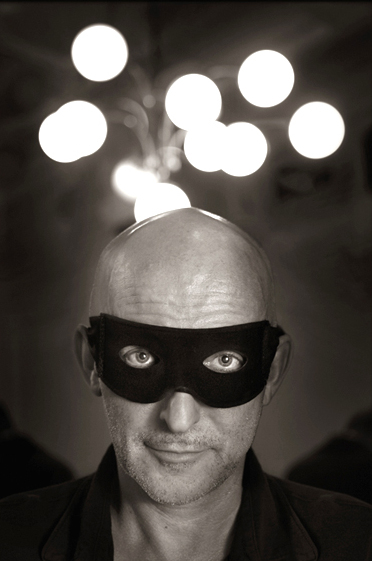
Dominique Deruddere

Dominique Deruddere (* 15. Juni 1957 in Turnhout, Flandern, Belgien) ist ein belgischer Schauspieler, Autor und Filmregisseur, dessen Film Jeder ist ein Star! bei der Oscarverleihung 2001 für den Oscar in der Kategorie bester fremdsprachiger Film nominiert war.

## Leben
Dominique Deruddere interessierte sich bereits früh für Filme und das Filmemachen und bekam von seinem älteren Bruder seine erste Filmkamera geliehen. Sein erster als Super-8-Schmalfilm mit vierzehn Jahren gedrehter Film erschien 1975. Anschließend drehte er einige Kurzfilme wie den 16-mm-Film Bedankt Ma (1979) und den 35-mm-Film Wodka Orange (1982). Diese Filme entstanden allesamt vor, während und nach seiner Zeit an der Filmhochschule. Im Anschluss arbeitete er mit seinem Jugendfreund Marc Dridden zusammen und schrieb mit diesem das Drehbuch für Brussels by Night (1983) und spielte auch die tragende Rolle in Istanbul (1985).
Im Jahr 1986 entschied sich der junge Regisseur eine Erzählung von Charles Bukowski zu verfilmen. Dank seines Produzenten entstand aus dem ursprünglich 30-minütigen Kurzfilm der 90-Minuten-Film Crazy Love (1987), der unter dem Alternativtitel Love is a Dog from Hell weltweit vertrieben wurde. Der Film wurde mehrfach ausgezeichnet und gewann 1987 die Joseph Plateau-Preise in den Kategorien bester belgischer Schauspieler Josse De Pauw, bester Regisseur, bester belgischer Film, beste belgische Musik (Raymond van het Groenewoud) sowie bester Film aus Benelux, sowie 1990 einen weiteren Joseph Plateau-Preis als bester belgischer Film der Jahre 1965 bis 1990. Deruddere gewann außerdem 1987 den Preis als bester Regisseur beim Festival Internacional de Cine de Donostia-San Sebastián.
Der Film erregte aber insbesondere auch die Aufmerksamkeit von Francis Ford Coppola, der durch seine Zoetrope Production Company Deruderre bei der Realisierung seines nächsten Films verhalf. Die filmische Adaption von John Fantes Debütroman Wait Until Spring, Bandini aus dem Jahr 1938 wurde als Warte bis zum Frühling, Bandini (1989) in den Vereinigten Staaten gedreht und ebenfalls weltweit vertrieben. Sein Film Jeder ist ein Star! (2000) wurde bei der Oscarverleihung 2001 in der Kategorie bester fremdsprachiger Film nominiert, unterlag aber Tiger and Dragon von Ang Lee. Zu Derudderes weiteren Filmen gehören Killing Joke (Kurzfilm, 1980), A Foggy Night (Kurzfilm, 1985), Suite 16 (1994), Hombres complicados (1997), Pour le plaisir (2004), Die Bluthochzeit (2005) sowie Firmin (2007).

## Filmografie
Filme als Regisseur, wenn nicht anders angegeben:
- 1975: Oranje licht
- 1979: Bedankt ma (Kurzfilm)
- 1979: De proefkonijnen (nur Kameramann)
- 1980: Killing Joke (Kurzfilm)
- 1980: Hellegat (nur Kameramann)
- 1982: Wodka Orange (Kurzfilm)
- 1983: Brussels by Night (nur Drehbuch)
- 1984: De Leeuw van Vlaanderen (nur Regie)
- 1985: A Foggy Night (Kurzfilm)
- 1985: Istanbul (nur Darsteller)
- 1987: Crazy Love (auch Drehbuch)
- 1989: Warte bis zum Frühling, Bandini (Wait Until Spring, Bandini)  (auch Drehbuch)
- 1994: Suite 16
- 1998: Hombres complicados (auch Drehbuch, Produzent)
- 1998: La patinoire (nur Darsteller)
- 2000: Jeder ist ein Star! (Iedereen beroemd!) (auch Drehbuch, Produzent)
- 2004: Pour le plaisir
- 2005: Die Bluthochzeit (auch Drehbuch)
- 2007: Firmin (auch Drehbuch, Produzent)
- 2012: Mijn Genk (Kurzfilm)

## Auszeichnungen (Auswahl)
- Deruddere gewann 1989 den Joseph Plateau-Preis für seine Leistungen für den belgischen Film im Ausland.
- Warte bis zum Frühling wurde mit dem Joseph Plateau-Preis für den besten belgischen Regisseur ausgezeichnet.
- Hombres complicados wurde für den Großen Jury Preis des American Film Institute, den Preis des Internationalen Filmfests Emden-Norderney, den Joseph Plateau-Preis für den besten belgischen Regisseur nominiert.
- Jeder ist ein Star! wurde bei der 2001 für einen Oscar in der Kategorie bester fremdsprachiger Film nominiert; er gewann den Silbernen Delfin des Festróia für das beste Drehbuch (Melhor Argumento) und war für den Goldenen Delfin nominiert sowie für den Joseph Plateau-Preis für den besten belgischen Regisseur und gewann außerdem den Publikumspreis beim Ljubljana International Film Festival und beim Festival du cinéma nordique.
- Die Bluthochzeit war für die Goldene Ähre bei der Semana Internacional de Cine de Valladolid nominiert.